# Zirconi
El zirconi és un element químic de nombre atòmic 40 situat en el grup 4 de la taula periòdica dels elements. El seu símbol és Zr.
El zirconi (de l'àrab zargun, que significa 'color daurat') fou descobert el 1789 per Martin Klaproth a partir del mineral zircó. El 1824 Jöns Jacob Berzelius l'aïllà en estat impur; però no fou fins al 1914 que es preparà el metall pur. És un metall dur, resistent a la corrosió, semblant a l'acer. Els minerals més importants en els quals es troba són el zircó ZrSiO4 i la baddeleyita ZrO2, encara que a causa de la gran semblança entre el zirconi i l'hafni (no hi ha altres elements que s'assemblen tant entre si) realment aquests minerals són mescles dels dos; els processos geològics no han estat capaços de separar-los. S'utilitza sobretot en reactors nuclears (per la seva baixa secció de captura de neutrons) i per a formar part d'aliatges (zircaloy) amb alta resistència a la corrosió.

## Història

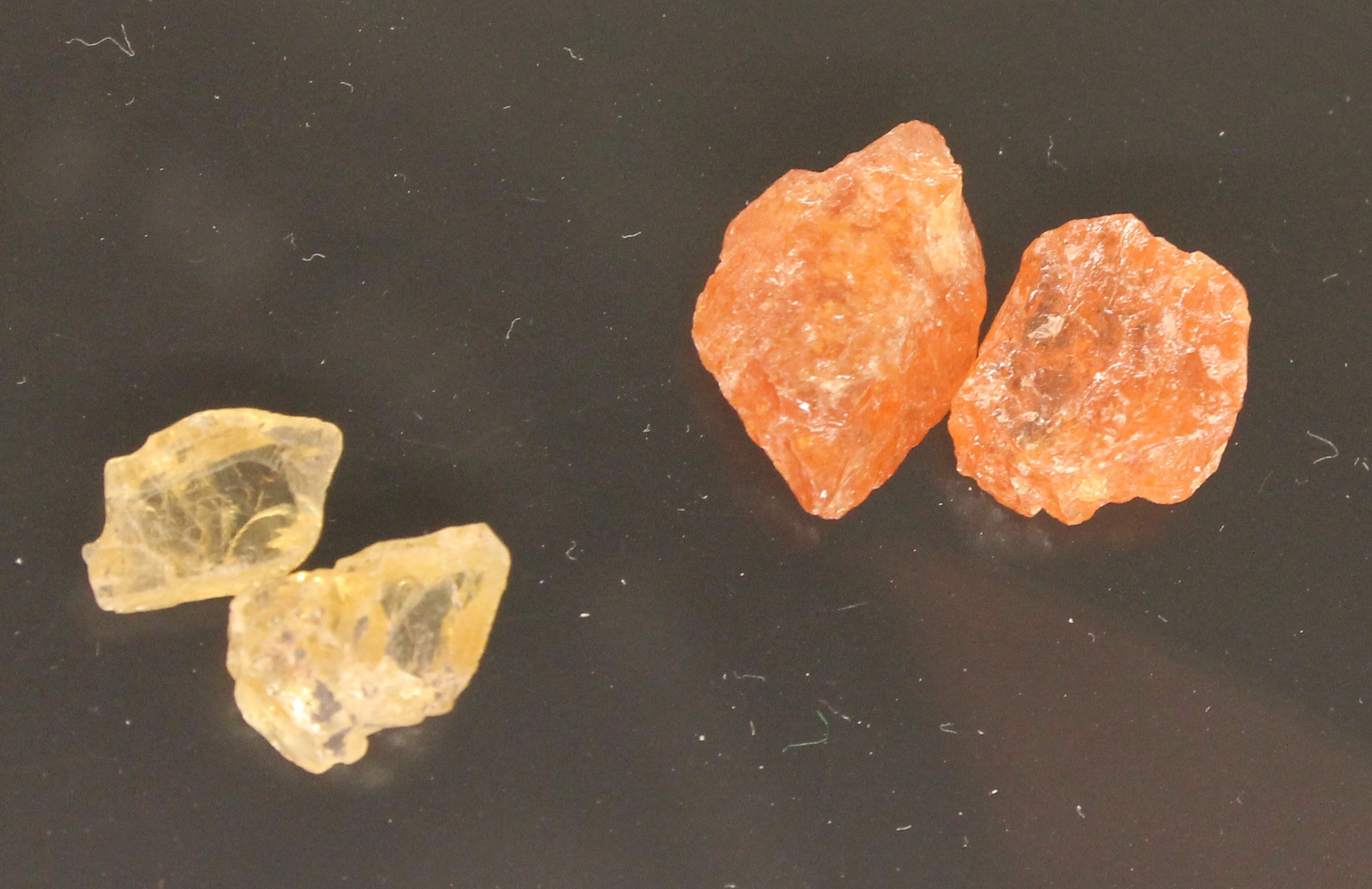
Zircó de Madagascar.

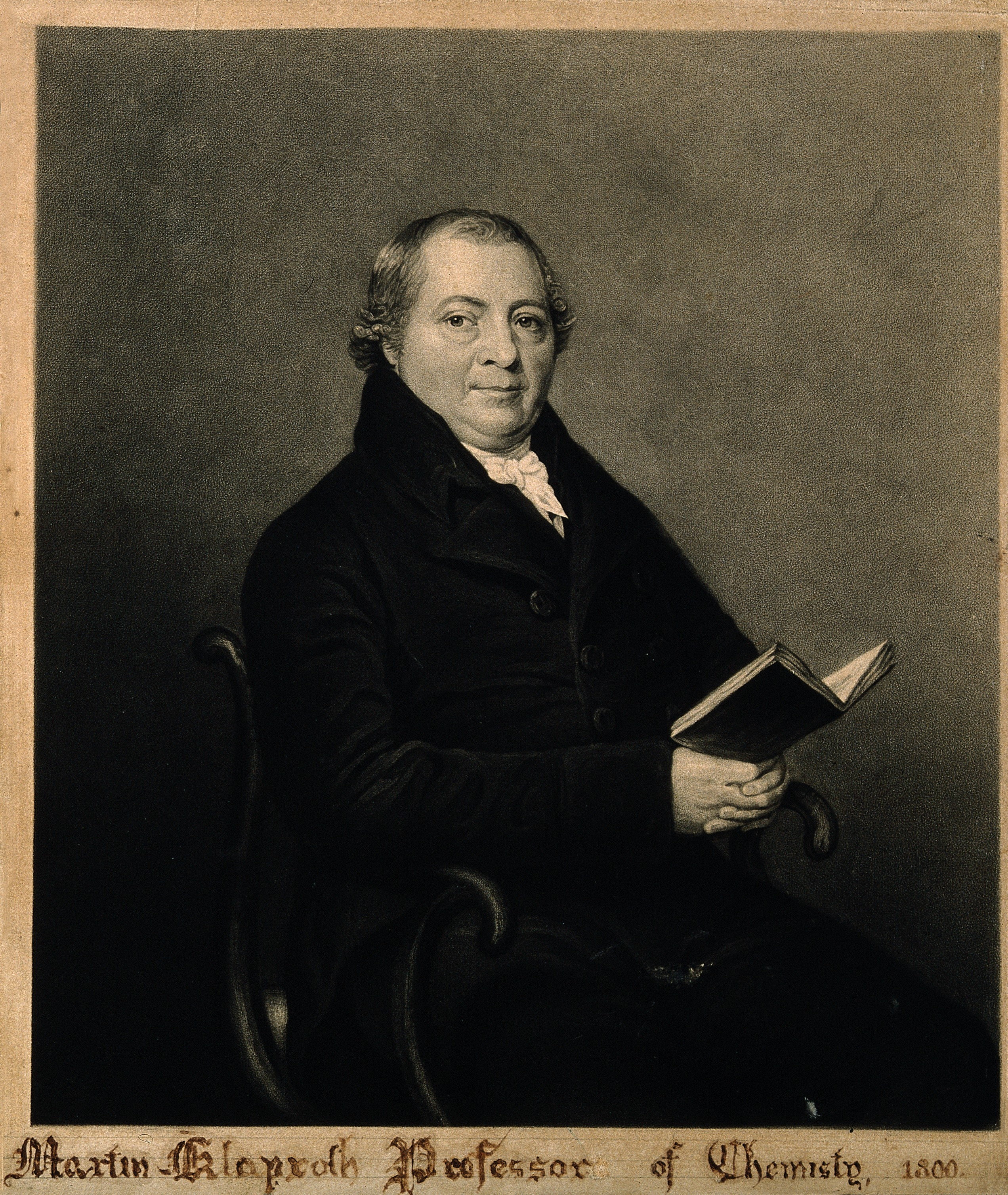
Martin Heinrich Klaproth.

Les gemmes que contenen zirconi eren conegudes en temps bíblics i s'anomenaven jacint, argot i zircó. Es pensava que les varietats incolores eren un tipus de diamant d'inferior qualitat, però això es demostrà fals quan un químic alemany, Martin Heinrich Klaproth (1743-1817) analitzà un zircó el 1789 i descobrí el zirconi. Klaproth dirigiria una farmàcia a Berlín i investigà un exemplar d'argot, una pedra semipreciosa de l'illa de Ceilan (Sri Lanka). Començà escalfant-la amb àlcali i obtingué un nou òxid ZrO2, que anomenà zircònia, i que s'adonà que devia ser el d'un element encara no descobert que anomenà zirconi, derivat de zircó. El nom és d'etimologia incerta, però sembla que prové de la paraula persa zargoon, ‘daurat’.
Klaproth fou incapaç d'aïllar el metall pur. Humphry Davy, a Londres el 1808, intentà separar el zirconi del seu òxid per electròlisi, que era la manera en què havia aïllat amb èxit els metalls de potassi i sodi, però no ho aconseguí. No fou fins al 1824 que l'element fou aïllat pel químic suec Jöns Jacob Berzelius escalfant hexafluorur de dipotassi i zirconi (K2ZrF6) amb potassi metall en un tub de ferro segellat, i l'obtingué el metall com a pols negre. Així i tot, no es trobà cap ús per al zirconi; no tenia cap aplicació comercial com a metall, i els seus compostos químics no tenien cap característica destacable. El metall d'alta puresa fou produït per primera vegada el 1925 pels químics neerlandesos Anton van Arkel (1893-1976) i Jan H. de Boer (1899-1971), mitjançant la descomposició del tetraiodur de zirconi ZrI4. A la dècada de 1940, William Justin Kroll (1889-1973) de Luxemburg desenvolupà un procés comercial, dir procés Kroll, per aconseguir el metall pur.

## Abundància i obtenció

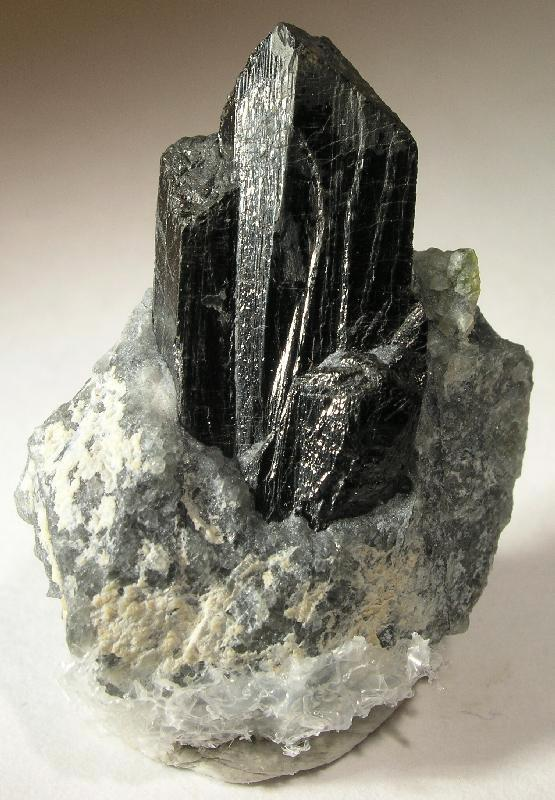
Baddeleyita ZrO_{2}.

A l'escorça terrestre el zirconi ocupa la posició 18a en quan a abundància amb una concentració mitjana 190 ppm. Als sols hom el troba entre 35 i 500 ppm, i a l'aigua de la mar en una concentració de 9 ppt i a l'atmosfera només en quantitat traces. També és abundant en les estrelles de tipus S i s'ha detectat en el Sol i en meteorits. A més, s'ha trobat una alta quantitat d'òxid de zirconi (en comparació amb la present en l'escorça terrestre) en mostres provinents de la Lluna.
El zirconi no es troba en la naturalesa com a metall lliure, però sí que formant part de nombrosos minerals (se'n coneixen cent trenta). Els minerals amb més d'un 40 % de proporció de zirconi són: baddeleyita ZrO2 (74,03 %), calzirtita CaZr3TiO9 (54,13 %), reidita ZrSiO4 (49,77 %), tazheranita CaTiZr2O8 (45,80 %), zircó ZrSiO4 (43,14 %) i allendeïta Sc4Zr3O12 (41,50 %).
La principal font de zirconi s'obté del mineral zircó (silicat de zirconi, ZrSiO4), que es troba en dipòsits a Austràlia, Sud-àfrica, Estats Units, Moçambic i Indonèsia. El zircó s'obté com a subproducte de la mineria i processament de minerals de metalls pesants de titani, la ilmenita FeTiO3 i el rútil TiO2, i també d'estany. El zirconi i l'hafni es troben en el zircó, el zirconi en un 43,14 % i el hafni en un 4,69 %, i és molt difícil separar-los.
L’obtenció del metall és efectuada, a partir del tetraclorur de zirconi ZrCl4, mitjançant el procés Kroll. Els minerals es transformen en el carbur de zirconi ZrC, el qual es converteix en el tetraclorur, que es purifica per destil·lació i es redueix finalment amb magnesi. Hom obté, així, zirconi contaminat amb un 1-3 % d’hafni, amb el qual ocorre conjuntament, però ha d’ésser eliminat per a les aplicacions nuclears de l’element. En processos semiindustrials es pot realitzar l'electròlisi de sals foses, obtenint-se el zirconi en pols que pot utilitzar-se posteriorment en pulverimetal·lúrgia. Per a l'obtenció del metall amb major puresa se segueix el procés Van Arkel-de Boer, basat en la dissociació del tetraiodur de zirconi ZrI4, obtenint-se una esponja de zirconi metall. Tant en aquest cas, com en l'anterior, l'esponja obtinguda es fon per a obtenir el lingot.

## Propietats

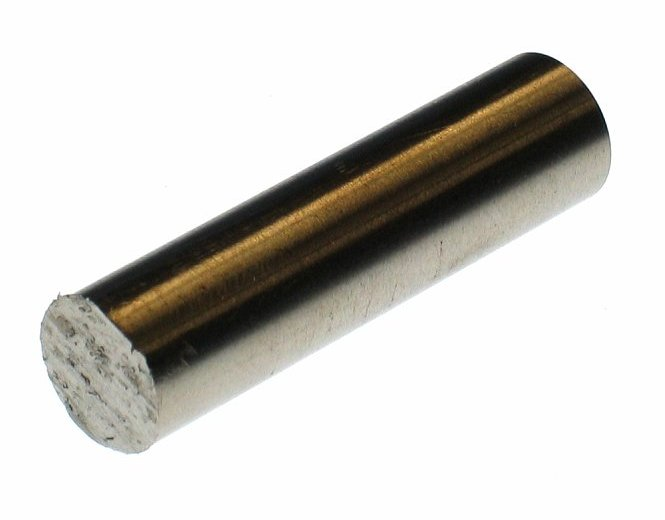
Barra de zirconi.

### Propietats físiques
És un metall blanc grisenc, brillant i molt resistent a la corrosió. Té un punt de fusió de 1 854 °C, un punt d'ebullició de 4 406 °C i una densitat de 6,52 g/cm³. Cristal·litza en el sistema hexagonal per sota dels 865 °C i la seva estructura és cúbica centrada en el cos per damunt dels 865 °C. És dúctil i fàcil de treballar, i té unes bones propietats de transferència de calor i de resistència a la corrosió. És més lleuger que l'acer amb una duresa semblant a la del coure.

### Propietats químiques

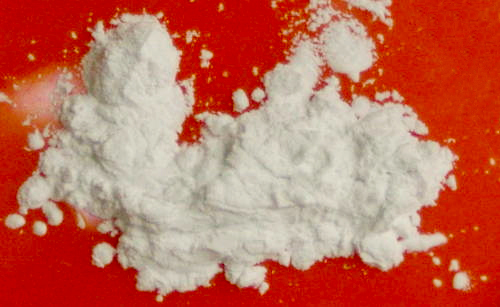
Diòxid de zirconi ZrO_{2} en pols.

Des del punt de vista químic, el zirconi és mitjanament reactiu. Els seus estats d'oxidació més comuns són +2, +3 i +4. Finament dividit, es combina amb l’oxigen amb ignició, especialment en calent, mentre que en forma compacta l'oxidació és molt més lenta. Quan està finament dividit pot cremar espontàniament en contacte amb l'aire (reacciona abans amb el nitrogen que amb l'oxigen), especialment a altes temperatures. La reacció és:
{\displaystyle {\ce {Zr(s) + O2(g) -> ZrO2(s)}}}
És un metall resistent als àcids, però es pot dissoldre amb àcid fluorhídric (HF), segurament formant complexos amb els fluorurs. Reacciona amb els halògens formant els halurs de zirconi(+4):
{\displaystyle {\ce {Zr(s)\,+2F2(g)->ZrF4(s)\quad [blanc]}}}{\displaystyle {\ce {Zr(s)\,+2Cl2(g)->ZrCl4(l)\quad [blanc]}}}{\displaystyle {\ce {Zr(s)\,+2Br2(g)->ZrBr4(s)\quad [blanc]}}}{\displaystyle {\ce {Zr(s)\,+2I2(g)->ZrI4(s)\quad [blanc]}}}

## Isòtops
En la naturalesa es troben quatre isòtops estables les quals abundàncies isotòpiques són: Zr-90 51,45 %, Zr-91 11,22 %, Zr-92 17,15 % i Zr-94 17,38 %. També hom troba en un 2,8 % un radioisòtop de molt llarga vida (Zr-96) que té un període de semidesintegració de 2 × 1019 anys. El radioisòtop que el segueix en estabilitat és el Zr-93 que té un període de semidesintegració d'1,53 × 106 d'anys.
S'han caracteritzat vint-i-set radioisòtops més, la majoria tenen períodes de semidesintegració inferiors a un dia, excepte el Zr-95 (64,02 dies), Zr-88 (63,4 dies) i Zr-89 (78,41 hores). El principal mode de decaïment dels isòtops més lleugers que el Zr-92, és la captura electrònica, mentre que el dels més pesants que aquest és la desintegració beta.

## Aplicacions

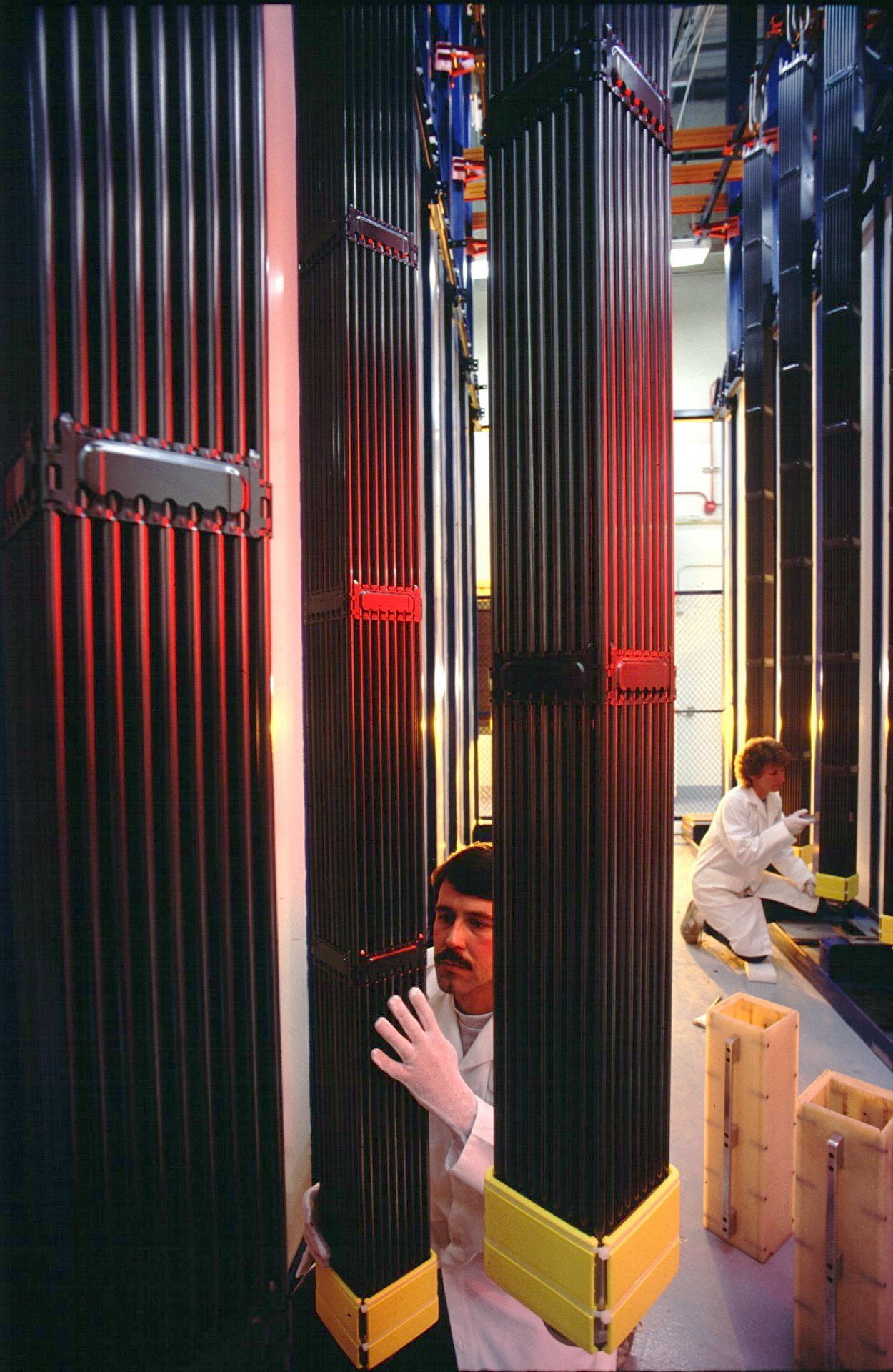
Barres de zircaloy farcides amb pastilles de combustible nuclear (urani) apilades una sobra l'altra. Les barres s'agrupen en feixos anomenats elements de combustible.

Té nombroses aplicacions, derivades fonamentalment de la seva resistència a la corrosió i de la petita secció de captura neutrònica.

### Generació d'energia
El 90 % del zirconi produït s'utilitza en les barres dels elements combustibles(habitualment diòxid d'urani, UO2) dels reactor nuclears, en forma de zircaloy (aliatges de zirconi i altres metalls) a causa de que es tracta d'un material que es caracteritza per tenir una bona resistència tèrmica, és a dir que suporta bé les altes temperatures, ja que no fon fins als 2 200 °C. També es considera transparent per als neutrons lents, perquè la seva secció eficaç d'absorció d'aquests neutrons és molt petita. Dels diferents tipus de zircaloy els més emprats són:
- Zircaloy-2, Zy-2: Aliatge compost per un 98,25 % en massa de zirconi, un 1,45 % d'estany, un 0,135 % de ferro, 0,10 % de crom, 0,055 % de níquel i menys d'un 0,01 % d'hafni.[11] Es fa servir sobretot als reactors d'aigua bullent, BWR, de les centrals nuclears generadores d'electricitat.
- Zircaloy-4, Zy-4: Aliatge compost per un 98,23 % en massa de zirconi, un 1,45 % d'estany, un 0,21 % de ferro, 0,10 % de crom i menys d'un 0,01 % d'hafni.[11] Es fa servir sobretot als reactors d'aigua pressuritzada, PWR, de les centrals nuclears generadores d'electricitat. Existeixen variants de Zy-4 que contenen menys quantitat d'estany, això es considera una millora que permet disminuir la descamació de la capa d'òxid que es forma inevitablement a la superfície de les barres de zircaloy durant el funcionament del reactor.

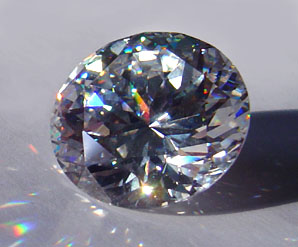
Imitació de diamant de zirconita.

### Indústria de ceràmica
El principal consum de zirconi s'esdevé en la fabricació de revestiments ceràmics esmaltats, molt resistents a la calor a la vegada que actuen com a opacificants. Les parts dels motors de les turbines de gas que han de resistir altes temperatures per a produir més electricitat i menys CO2 estan protegides amb una fina capa ceràmica altament refractària, composta per un òxid de zirconi i itri.

### Joieria
L'òxid de zirconi(IV) ZnO2 sintètic cúbic (zirconita) s'utilitza en joieria com a gemma d'imitació; té una duresa de 8,5 en l'escala de Mohs i un alt índex de refracció, i la seva aparença és semblant a la del diamant.

### Medicina

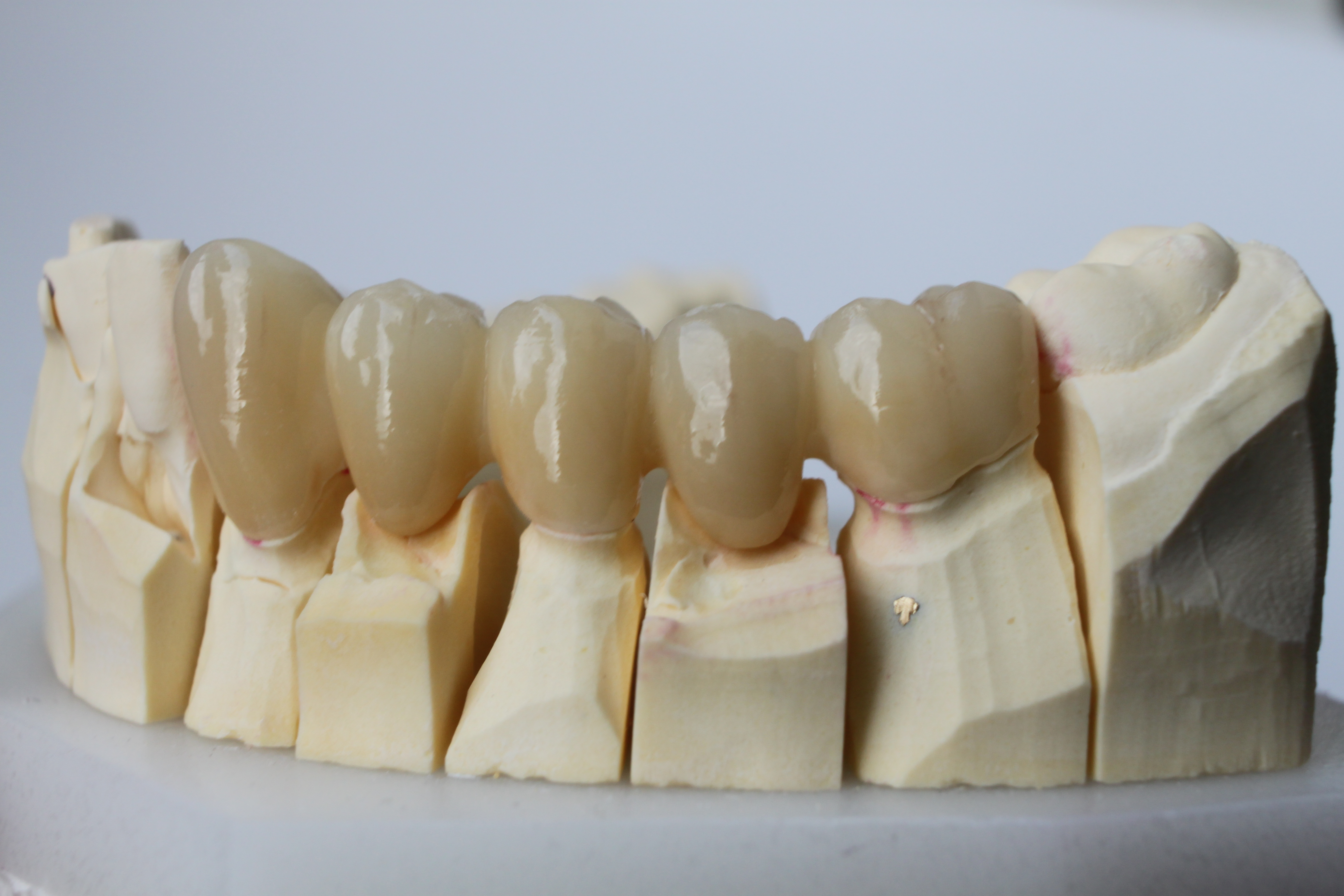
Corones dentals fabricades amb diòxid de zirconi.

També s'utilitza l'òxid de zirconi (zircònia) en la fabricació d'implants dentals i en pròtesis ceràmiques per a corregir la deformació dels dits (hallux rigidus), ja que és biocompatible.
Els compostos que porten zirconi s’utilitzen en moltes aplicacions biomèdiques, inclosos implants i corones dentals, substitucions de genolls i malucs, reconstrucció de l'ossicle de l’orella i altres dispositius restauradors i protètics.
El zirconi uneix la urea, una propietat que s'ha utilitzat àmpliament en benefici dels pacients amb insuficiència renal crònica. Per exemple, el zirconi és un component principal del sistema de regeneració i recirculació de dialitzat dependent de la columna sorbent conegut com a sistema REDY, que es va introduir per primera vegada el 1973. S'han realitzat més de dos milions de tractaments de diàlisi mitjançant la columna sorbent del sistema REDY. Tot i que el sistema REDY va ser substituït als anys noranta per alternatives menys costoses, els nous sistemes de diàlisi basats en sorbents estan sent avaluats i aprovats per l'Administració d'Aliments i Fàrmacs (FDA) dels Estats Units. Renal Solutions va desenvolupar la tecnologia DIALISORB, un sistema portàtil de diàlisi de baix nivell d'aigua. A més, les versions de desenvolupament d'un ronyó artificial portàtil han incorporat tecnologies basades en sorbents.
El ciclosilicat de zirconi de sodi s’utilitza per via oral en el tractament de la hiperpotassèmia. És un absorbent selectiu dissenyat per atrapar els ions potassi en preferència d'altres ions del tracte gastrointestinal.
Una barreja de complexos monmèrics i polimèrics Zr4+ i Al3+ amb hidròxid, clorur i glicina, anomenada tetraclorhidrox gl o AZG, s’utilitza en una preparació com a antitranspirant en molts productes desodorants. Es selecciona per la seva capacitat d'obstruir els porus de la pell i evitar que la suor surti del cos.

### Altres camps
La ceràmica d'òxid de zirconi (zircònia) s'usa per a fabricar ganivets, rodaments mecànics i discos abrasius.

## Rol biològic
No es coneix cap rol biològic per aquest element.

## Precaucions
No són gaire comuns els compostos que continguen zirconi, i la seva toxicitat inherent és baixa. La pols metàl·lica pot cremar en contacte amb l'aire, per la qual cosa cal considerar-lo com un agent de risc de foc o explosió.